# 建平 (漢)
建平（けんぺい）は、中国、前漢の哀帝劉欣の治世に行われた最初の年号。
紀元前6年 - 紀元前3年。

## 出来事
- 2年：6月に太初元将と改元。
- 2年8月：建平に再度改元。

## 西暦との対照表
| 建平 | 元年  | 2年   | 3年   | 4年   |
| 西暦 | 前6年 | 前5年 | 前4年 | 前3年 |
| 干支 | 乙卯  | 丙辰  | 丁巳  | 戊午  |